# Братська могила радянських воїнів у с. Чорноглазово

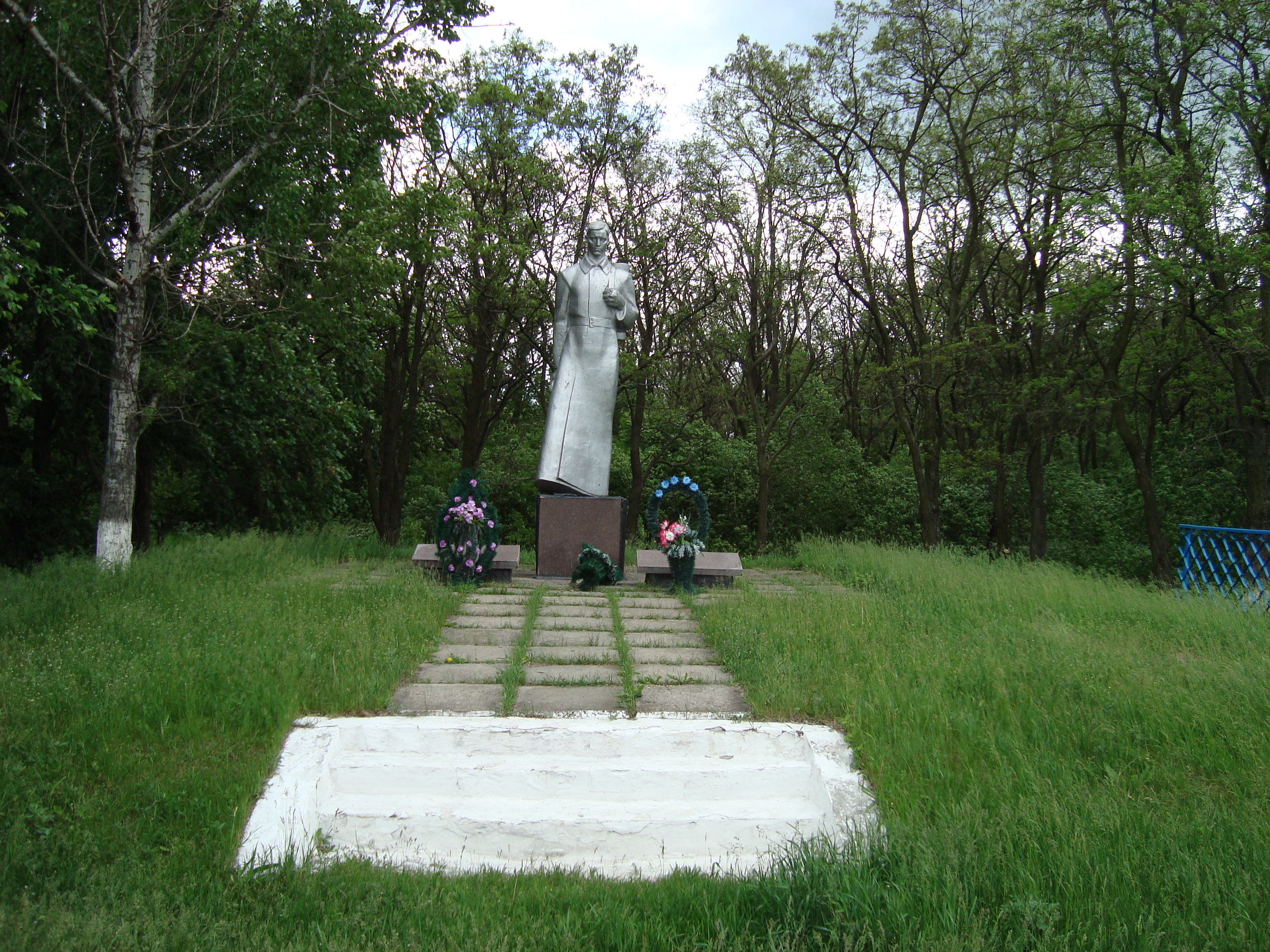
Братська могила радянських воїнів у с. Чорноглазово

Братська могила радянських воїнів у селі Чорноглазово Чернявщинської сільської ради Юр'ївського району Дніпропетровської області.

## Історія
Братська могила радянських воїнів знаходиться у центрі села, біля школи. У могилі поховано 17 воїнів 6-ї Армії Південно-Західного фронту, які загинули в лютому 1943 року, і 604 стрілецького полку 195 стрілецької дивізії І гвардійської Армії Південно-Західного фронту, які загинули у вересні 1943 року при визволенні села від німецько-фашистських загарбників. Перепоховання проводилося двічі: у 1945 році з місць боїв у братську могилу на краю села; у 1953—1954 роках у центр села. У 1957 році встановлено скульптуру «Воїн зі стягом». У 1988 році проведено реконструкцію пам'ятки, замінено скульптуру.
Площа під пам'яткою — 8 × 5 м.

## Персоналії
1. Побєгайло Максим Федорович
2. Дзингарадзе Хасан Анудорович
3. Мидиненко Іван Кіндратович
4. Плотніков Іван Матвійович
5. Воронов Олексій Васильович

## Додаток
Меморіальна дошка з написом «Вечная слава героям, отдавшим жизнь за свободу и независимость нашей Родины».
Поховання та територія  пам'ятки упорядковані.